# Mathieu Kassovitz
Mathieu Kassovitz (Parijs, 3 augustus 1967) is een Franse filmregisseur, scenarioschrijver en acteur. Hij is de zoon van regisseur Peter Kassovitz, een joodse immigrant uit Hongarije en een rooms-katholieke Franse moeder. Kassovitz is getrouwd en heeft een dochter met voormalig actrice Julie Mauduech met wie hij acteerde in Café au lait.
Als filmmaker heeft Kassovitz een aantal artistieke en commerciële successen gerealiseerd. De door hem geschreven en geregisseerde film La Haine (1995) was een internationaal succes. Deze film heeft de César voor beste film gewonnen en bezorgde Kassovitz de prijs voor Beste Regisseur op het Cannes Film Festival. In 2000 kwam de door hem geregisseerde politiethriller Les Rivières Pourpres met Jean Reno en Vincent Cassel uit en werd een kaskraker in Frankrijk. Een meer betwist succes was Gothika (2003), een fantasy-thriller met Halle Berry en Penélope Cruz. Deze film werd gezien als commerciële flop, hoewel hij ruim twee keer het budget van 40 miljoen dollar opbracht. Kassovitz regisseerde deze film om geld te verdienen voor zijn nieuwe project, Babylon Babies, een verfilming van het boek van Maurice Dantec.
Als acteur is Kassovitz buiten Frankrijk vooral bekend door zijn rol als Nino Quincampoix in Jean-Pierre Jeunets film Le fabuleux destin d'Amélie Poulain. Hij speelde de hoofdrol in het Tweede Wereldoorlogsdrama Un héros très discret (1996). Hij vertolkte ook een belangrijke rol in Costa-Gavras' Amen Verder had hij kleinere rollen in onder andere La Haine, Birthday Girl, Café au lait, The Fifth Element en Munich. Kassovitz ziet het acteren als een kans om met regisseurs te werken die hij bewondert en om aan grote projecten mee te doen. Ook kan hij zijn ervaring als acteur gebruiken om zelf beter te regisseren.

## Filmografie

### Acteur
- 1979 : Au bout du bout du banc
- 1981 : L'Année prochaine si tout va bien
- 1991 : Touch and Die
- 1992 : Un été sans histoire
- 1993 : Métisse / Café au lait
- 1994 : Regarde les hommes tomber
- 1995 : La Haine
- 1995 : La Cité des enfants perdus
- 1996 : Un héros très discret
- 1996 : Mon homme
- 1996 : Des nouvelles du bon Dieu
- 1997 : Assassin(s)
- 1997 : The Fifth Element
- 1998 : Le Plaisir (et ses petits tracas)
- 1999 : Jakob le menteur
- 2001 : Le Fabuleux Destin d'Amélie Poulain
- 2001 : Birthday Girl
- 2002 : Astérix & Obélix : Mission Cléopâtre
- 2002 : Amen.
- 2005 : Munich
- 2006 : Avida
- 2008 : Louise-Michel
- 2011 : L'ordre et la morale
- 2011 : Haywire
- 2012 : La vie d'un autre
- 2012 : Le guetteur
- 2013 : Angélique
- 2014 : Un illustre inconnu
- 2014 : Vie sauvage
- 2017 : Happy End
- 2024 : Furies
- 2024 : Star Wars: Skeleton Crew

### Regisseur
- 1990 : Fierrot le pou
- 1991 : Cauchemar blanc
- 1993 : Métisse / Café au lait
- 1995 : La Haine
- 1997 : Assassin(s)
- 2000 : Les Rivières pourpres
- 2003 : Gothika
- 2004 : In opdracht voor de SNCF
- 2007 : Project Babylon A.D. (Naar de roman Babylon Babies van Maurice G. Dantec)
- 2011 :  L'Ordre et la Morale